# 3D 커스텀 소녀
《3D 커스텀 소녀》(일본어: 3Dカスタム少女, 영어: 3D Custom Girl)는 일본의 테크 아트사가 출시한 가상 시뮬레이션 게임이다.